# Diego Arismendi
Diego Arismendi, vollständiger Name Hugo Diego Arismendi Ciapparetta, (* 25. Januar 1988 in Montevideo) ist ein uruguayischer Fußballspieler.

## Karriere

### Verein
Mittelfeldakteur Arismendi spielte seit der Apertura 2006 für Nacional Montevideo. In der ersten Saison kam er dabei auf zehn Einsätze (kein Tor). Bei den Bolsos stand er fortan bis zur Clausura 2009 im Kader und gehörte damit auch dem Team an, das in der Saison 2008/09 die Uruguayische Meisterschaft gewann. Am 31. August 2009 wurde der Wechsel von Arismendi zu Stoke City bekannt gegeben. Im League Cup Spiel gegen Blackpool feierte Arismendi am 22. September 2009 sein Debüt für Stoke. Allerdings musste er bereits zur Halbzeit wegen einer Verletzung ausgewechselt werden. Stoke City gewann dennoch das Spiel mit 4:3. Aufgrund von nur zwei Einsätzen im Ligapokal, wechselte Arismendi auf Leihbasis am 2. März 2010 zu Brighton & Hove Albion. Seine Zeit bei Brighton war allerdings von Verletzungen überschattet und endete mit einer roten Karte in seinem letzten Spiel. Für die kommende Saison wurde Arismendi erneut verliehen. Beim FC Barnsley kam Arismendi nun regelmäßig zum Einsatz und erzielte gegen Leeds United am 14. September 2010 sein erstes Tor. Insgesamt standen am Ende 31 Ligaeinsätze und ein Torerfolg für ihn zu Buche. Auch eine für ihn persönlich torlose FA-Cup-Begegnung absolvierte er. Es folgte eine Rückkehr zu Stoke City. Erneut kam er dort in der Liga trotz dreier Berufungen in den Spieltagskader zwar nicht zum Zug, doch setzte der Trainer ihn in vier Partien (kein Tor) der Europa League ein. Ab März 2012 trat er – ebenfalls im Rahmen eines Leihgeschäfts – für Huddersfield Town in der drittklassigen League 1 an. Neunmal lief er in der Liga auf, erzielte aber keinen Treffer. Auch bei seinem dritten Anlauf bei Stoke City in der Saison 2012/13 konnte er sich nicht durchsetzen und blieb in allen Wettbewerben außen vor. Anfang Dezember 2012 wurde sein eigentlich noch bis Ende der Saison 2012/13 laufender Vertrag mit Stoke City aufgelöst, woraufhin er beabsichtigte, in sein Heimatland zurückzukehren. In den Anfangsmonaten des Jahres 2013 kam ebendies zustande; er unterschrieb einen Vertrag bei Nacional Montevideo. Dort wurde er in der Clausura 2013 elfmal in der Primera División (ein Tor) und fünfmal in der Copa Libertadores eingesetzt. In der Spielzeit 2013/14 kam er in 22 Erstligaspielen (drei Tore) und drei Begegnungen der Copa Libertadores 2014 zum Einsatz. In der Saison 2014/15 verlängerte er Mitte Januar 2015 seinen Kontrakt bei den „Bolsos“ bis 31. Dezember 2015 und gewann mit der Mannschaft die Uruguayische Meisterschaft. Dazu trug er mit 23 absolvierten Spielen in der höchsten uruguayischen Spielklasse bei, erzielte fünf Treffer und lief überdies zweimal (kein Tor) in der Copa Libertadores 2015 auf. Anschließend wechselte er Mitte Juli 2015 zu Al Shabab nach Saudi-Arabien. Dort absolvierte er 26 Ligaspiele und schoss zwei Tore. Zudem kam er in drei Begegnungen (kein Tor) des Kronprinzenpokals und einer Partie (kein Tor) des Champions Cup zum Einsatz. Ende Juli 2016 kehrte er zu Nacional Montevideo zurück. In der Saison 2016, die für seinen Klub mit dem Gewinn des Landesmeistertitels endete, kam er in elf Erstligaspielen (kein Tor) zum Einsatz. Während der laufenden Saison 2017 absolvierte er bislang (Stand: 12. August 2017) 19 Erstligapartien (zwei Tore) und fünf Begegnungen (kein Tor) in der Copa Libertadores 2017.

### Nationalmannschaft
Arismendi nahm mit der seinerzeit von Gustavo Ferrín und Ángel Castelnoble trainierten uruguayischen U-16-Auswahl an der U-16-Südamerikameisterschaft 2004 in Paraguay teil und belegte mit dem Team den vierten Platz. Spätestens ab Oktober 2004 berief ihn Ferrín auch in die uruguayische U-17. Mit dieser wurde er bei der U-17-Südamerikameisterschaft 2005 in Venezuela Vize-Südamerikameister. Bei der U-17-Weltmeisterschaft 2005 stand er ebenfalls im uruguayischen Aufgebot. Im Jahr 2007 spielte Arismendi für die uruguayische U-20-Auswahl an der Seite beispielsweise von Luis Suárez, Edinson Cavani und Martín Cáceres. Er nahm sowohl an der U-20-Südamerikameisterschaft 2007 in Paraguay als auch an der U-20-Fußball-Weltmeisterschaft 2007 in Kanada teil.
Am 28. Mai 2008 debütierte er unter Óscar Tabárez in der A-Nationalmannschaft, als er im Freundschaftsländerspiel gegen Norwegen (2:2) in der 73. Spielminute für Walter Gargano eingewechselt wurde. Sein zweiter Länderspieleinsatz erfolgte als Mitglied der Startelf in der WM-Qualifikation für das Turnier 2010 im Spiel gegen Bolivien (2:2) am 14. Oktober 2008. Seither blieb er ohne Länderspieleinsatz. Für die beiden Freundschaftsländerspiele am 10. und 13. Oktober 2014 gegen Saudi-Arabien und den Oman wurde er erneut von Trainer Oscar Tabárez ins Aufgebot der Nationalmannschaft berufen. Nach fast sechsjähriger Länderspielpause feierte er am 10. Oktober 2014 gegen Saudi-Arabien sein Comeback. Sein letzter Länderspieleinsatz datiert vom 13. Oktober 2014. Damit bestritt er bislang insgesamt vier Länderspiele (kein Tor).

### Erfolge
- Uruguayischer Meister: 2008/09, 2014/15, 2016
- U-17-Vize-Südamerikameister: 2005

## Privatleben
Arismendi lebte mit seiner Familie in England und war in der Nachbarschaft für laute Partys bekannt, was soweit führte, dass sogar sein Nachbar umzog.